# Christina Stürmer
Christina Stürmer (Altenberg bei Linz, 9 juni 1982) is een Oostenrijkse pop/rock-zangeres in Duitsland, Oostenrijk, Zwitserland en Zuid-Tirol.
Stürmer werd bekend door de talentenjacht 'Starmania' op de Oostenrijkse zender ORF 1. Ze eindigde als tweede in de finale, maar haar debuutsingle Ich Lebe (Ik Leef) stond in Oostenrijk 9 weken op nummer 1 in de hitparade. Daarna scoort ze weer een hit met Geh Nicht, Wenn Du Kommst (Ga Niet, Wanneer Je Komt). In hetzelfde jaar neemt ze de antioorlog-single Mama (ana Ahabak) op, dat óók een nummer 1-hit is en scoort haar debuutalbum Freier Fall (Vrije Val) 3 dubbelplatina. In 2004 scoort ze met de singles Bus Durch London (Bus Door Londen) en Weisst Du, Wohin Wir Gehen (Weet Jij, Waar Wij Naartoe Gaan) geen nummer 1-hit en brengt ze het album Soll Das Wirklich Alles Sein (Zou Het Werkelijk Alles Zijn) op en scoort 2× platina en de live-cd Wirklich Alles (Werkelijk Alles).
Dat lukt ook in 2005 niet met de nummers Liebt Sie Dich So Wie Ich (Houdt Zij Oók Zo Veel Van Jou Als Ik) en Engel Fliegen Einsam (Engelen Vliegen Eenzaam), maar ze breekt wel door in Duitsland en Zwitserland met Ich Lebe en brengt ze daar het album Schwarz Weiss (Zwart Wit) en wordt de meest succesvolle Oostenrijkse artiest sinds Falco.
In eigen land scoort Stürmer in 2006 met Nie Genug (Nooit Genoeg) en Um Bei Dir Zu Sein (Om Bij Jou Te Zijn) en in Duitsland de niet zo succesvolle single Immer An Euch Geglaubt (Altijd In Jullie Geloofd). Ze brengt in Oostenrijk, Duitsland en Zwitserland het album Lebe Lauter (Leef Luider) uit, wat in Oostenrijk al voor de officiële verkoop platina is. In december 2006 bracht ze nog de single Ohne Dich (Zonder Jou) uit.
In 2008 bracht ze het album 'Laut-Los' (Luid-Kom Op!) uit,Op het album staat het nummer 'Fieber'(Koorts) dat de officiële soundtrack is voor het Oostenrijkse nationale voetbalelftal voor het EK 2008 dat in Oostenrijk en Zwitserland wordt gespeeld.

## Discografie
- 2003 Freier Fall
- 2004 Soll das wirklich alles sein?
- 2005 Wirklich alles (livealbum)
- 2006 Lebe lauter
- 2007 Lebe lauter - Live
- 2009 In dieser Stadt
- 2010 Nahaufnahme
- 2013 Ich hör auf mein Herz
- 2016 Seite an Seite
- 2018 Überall zu Hause[1]